# EuroHockey Nations Trophy (Halle, Herren) 2008
Die EuroHockey Nations Trophy (Halle, Herren) 2008 war die sechste Auflage der Hallen-„B-EM“. Sie fand vom 18. bis 20. Januar in Kopenhagen, Dänemark statt. Die Niederlande und Dänemark stiegen in die „A-EM“ auf, die Ukraine und Ungarn in die „C-EM“ ab.

## Vorrunde

### Gruppe A
| Rang | Land        | Tore  | Punkte |
| ---- | ----------- | ----- | ------ |
| 1    | Niederlande | 15:4  | 9      |
| 2    | Portugal    | 12:12 | 4      |
| 3    | Belarus     | 14:14 | 3      |
| 4    | Schottland  | 7:18  | 1      |

| Niederlande | – | Belarus    | 8:1  |
| Portugal    | – | Schottland | 5:5  |
| Niederlande | – | Schottland | 3:1  |
| Portugal    | – | Belarus    | 5:3  |
| Schottland  | – | Belarus    | 1:10 |
| Niederlande | – | Portugal   | 4:2  |

### Gruppe B
| Rang | Land     | Tore  | Punkte |
| ---- | -------- | ----- | ------ |
| 1    | Dänemark | 16:18 | 7      |
| 2    | Slowakei | 11:10 | 5      |
| 3    | Ukraine  | 16:18 | 2      |
| 4    | Ungarn   | 11:17 | 1      |

| Ukraine  | – | Slowakei | 4:4 |
| Dänemark | – | Ungarn   | 8:3 |
| Ukraine  | – | Ungarn   | 6:6 |
| Dänemark | – | Slowakei | 4:4 |
| Slowakei | – | Ungarn   | 3:2 |
| Dänemark | – | Ukraine  | 8:6 |

## Platzierungsrunde

### Gruppe C
Die Gruppe wurde aus den Gruppendritten und -vierten gebildet. Die Vorrundengegner spielen nicht erneut gegeneinander, das Ergebnis wird übernommen.
| Rang | Land       | Tore  | Punkte |
| ---- | ---------- | ----- | ------ |
| 5    | Belarus    | 21:6  | 9      |
| 6    | Schottland | 11:12 | 6      |
| 7    | Ukraine    | 10:13 | 1      |
| 8    | Ungarn     | 10:20 | 1      |

| Schottland | – | Ukraine | 3:2 |
| Belarus    | – | Ungarn  | 7:4 |
| Schottland | – | Ungarn  | 7:0 |
| Belarus    | – | Ukraine | 4:2 |

### Gruppe D
Die Gruppe wurde aus den Gruppenersten und -zweiten gebildet. Die Vorrundengegner spielen nicht erneut gegeneinander, das Ergebnis wird übernommen.
| Rang | Land        | Tore  | Punkte |
| ---- | ----------- | ----- | ------ |
| 1    | Niederlande | 10:5  | 9      |
| 2    | Dänemark    | 12:8  | 9      |
| 3    | Slowakei    | 11:10 | 3      |
| 4    | Portugal    | 6:16  | 0      |

| Portugal    | – | Dänemark | 2:7 |
| Niederlande | – | Slowakei | 4:2 |
| Niederlande | – | Dänemark | 2:1 |
| Portugal    | – | Slowakei | 2:5 |

## Referenzen
- EHF-Archiv PDF-Datei